# وانگ ژی‌ژی
وانگ ژی‌ژی (انگلیسی: Wang Zhizhi؛ زادهٔ ۸ ژوئیهٔ ۱۹۷۷) یک بازیکن بسکتبال اهل جمهوری خلق چین است.